# Кастело-Прато (Арецо)
Кастело-Прато је насеље у Италији у округу Арецо, региону Тоскана.
Према процени из 2011. у насељу је живело 235 становника. Насеље се налази на надморској висини од 850 м.